# Маяк острова Шеффилд
Маяк острова Шеффилд (англ. Sheffield Island Light) — маяк, расположенный в проливе Лонг-Айленд недалеко от города Норуолк, округ Фэрфилд, штат Коннектикут, США. Построен в 1828 году. Деактивирован в 1902 году. Возвращен в эксплуатацию и автоматизирован в 2011 году. Административно принадлежит городу Норуолк.

## История
В проливе Лонг-Айленд группа  небольших островов и скал, называемая островами Норуолк, расположена непосредственно у входа в гавань города Норуолк и представляет опасность для навигации. В 1826 году Казначейство США выделило средства на строительство маяка в этом районе. в 1828 году строительство было завершено. Маяк представлял собой каменную башню высотой 9 метров и одноэтажный каменный дом смотрителя. Для освещения использовались масляные лампы. Моряки жаловались на недостаточную яркость и высоту маяка. В 1857 году на маяк была установлена линза Френеля. В 1867 году Конгресс США выделил средства на строительство нового маяка. Новый маяк был построен по тому же проекту, что и маяки Морган-Пойнт и острова Грэйт-Каптен в Коннектикуте, маяки Олд-Филд-Пойнт и острова Плам в штате Нью-Йорк и Северный маяк острова Блок в Род-Айленде. Он представлял собой двухэтажный дом смотрителя в викторианском стиле из гранитных блоков, на крыше которого была расположена восьмиугольная башня маяка высотой 14 метров. Старая башня маяка была снесена, а старый дом смотрителя сохранился до настоящего времени. В 1902 году был построен маяк Гринс-Ледж, и маяк острова Шеффилд был признан избыточным и выведен из эксплуатации. В 1914 году он был продан на аукционе. В 2011 после реставрации он был возвращен в эксплуатацию.
В 1989 году он был включен в Национальный реестр исторических мест.